# جيمس فرانكلين هايد
جيمس فرانكلين هايد (بالإنجليزية: James Franklin Hyde)‏ هو كيميائي أمريكي، ولد في 11 مارس 1903 في سولفاي في الولايات المتحدة، وتوفي في 11 أكتوبر 1999 في ماركو آيلاند في الولايات المتحدة.